# Andrea Šuldesová
Andrea Šuldesová (* 11. února 1975 Valtice) je bývalá česká atletka, běžkyně, která se věnovala středním tratím. Je držitelkou českých rekordů v běhu na 3000 metrů (hala & dráha).

## Kariéra
S atletikou začínala v roce 1986 v Lokomotivě Břeclav. V začátcích se věnovala především běhu na 800 metrů ale na MS juniorů v roce 1992 a 1994 i na halovém MS 1995 v Barceloně se ji nepodařilo postoupit do finále. Později se začala specializovat na delší trať, běh na 1500 metrů.
Největší úspěchy své kariéry zaznamenala v roce 1997 na prvním ročníku ME do 23 let ve finském Turku, kde získala zlatou medaili v běhu na 1500 metrů. Společně s Jitkou Burianovou, Evou Kasalovou a Hanou Benešovou vybojovala bronzové medaile ve štafetě na 4×400 metrů. V témže roce obsadila 6. místo na světovém šampionátu v Athénách.
Na Mistrovství Evropy v atletice 1998 v Budapešti doběhla v čase 4:15,04 na 7. místě. O rok později se probojovala na halovém MS v japonském Maebaši do finále běhu na 1500 metrů, kde skončila v osobním rekordu 4:06,37 na 6. místě. O 15 setin sekundy zaostala za národním rekordem Ivany Kubešové z roku 1991. Později byla sužována zdravotními problémy. 9. června 2001 na mítinku v německém Dortmundu splnila časem 4:06,34 minuty limit na světový šampionát. Do kanadského Edmontonu však nakonec kvůli těhotenství neodcestovala.
Atletickou kariéru definitivně ukončila v dubnu roku 2006.

## Osobní rekordy
Hala
- 1500 m - 4:06,37 - 6. březen 1999, Maebaši
- 3000 m - 8:49,15 - 3. února 1999, Erfurt (NR)

Dráha
- 1500 m - 4:06,13 - 1. červen 1998, Hengelo
- 3000 m - 8:52,05 - 30. srpen 1998, Rieti (NR)